# Организация Цеппелин
Организа́ция «Цеппели́н», или предприятие «Цеппелин» (нем. Unternehmen Zeppelin) — разведывательно-диверсионный орган нацистской Германии, созданный в марте 1942 года в структуре VI управления РСХА (СД—Заграница) для работы в советском тылу. Наиболее известной его операцией является попытка убийства Сталина в 1944 г.
На «Цеппелин» возлагались задачи политической разведки, диверсионно-террористической деятельности и создания сепаратистских национальных движений в советском тылу. Для выполнения этих задач Цеппелину разрешалось формировать антибольшевистские организации из числа советских военнопленных. «Цеппелин» последовательно возглавляли штурмбаннфюрер СС Куррек[de], штурмбаннфюрер СС Рёдер, оберштурмбаннфюрер СС доктор Грефе, штурмбаннфюрер СС доктор Хенгельхаупт, оберштурмбаннфюрер СС Рапп.
Штаб «Цеппелина» состоял из аппарата начальника органа и трех отделов:
- Z1 — комплектование личного состава и оперативное руководство низовыми органами, материальное снабжение;
- Z2 — обучение агентуры;
- Z3 — обработка материалов деятельности особых лагерей, фронтовых команд и агентуры.

Весной 1942 г. «Цеппелин» сформировал при группах армий на советско-германском фронте четыре зондеркоманды. В их функции входили:
- работа с военнопленными — опрос на предмет сбора разведданных о внутриполитическом положении в СССР и отбор кандидатов в агенты;
- сбор обмундирования, документов и других материалов для снабжения агентуры;
- отправка отобранных военнопленных в особые учебные лагеря «Цеппелина», иногда — подготовка агентов на месте;
- переброска агентов через линию фронта.

Весной 1943 г. с целью концентрации сил вместо зондеркоманд сформировали две «главные команды» (нем. Hauptkommando):
- «Руссланд Митте» (Россия — Центр), позднее переименованная в «Руссланд Норд» (Россия — Север), начальник — штурмбаннфюрер СС Краус (нем. Otto Kraus);
- «Руссланд Зюд» (Россия — Юг), она же «Штаб доктора Редера», начальник — штурмбаннфюрер СС Феннер (нем. Heinz Fenner).

Начальник главной команды подчинялся непосредственно главному штабу «Цеппелина» в Берлине и имел полную самостоятельность в оперативной деятельности.